# Albert Tjåland
Albert Braut Tjåland (11 februari 2004) is een Noors voetballer die bij voorkeur als aanvaller speelt. Hij tekende in 2020 voor Molde FK.

## Clubcarrière
Tjåland speelde in de jeugd bij Rosseland, Bryne FK en Molde FK. Op 25 juli 2021 scoorde hij bij zijn debuut voor Molde in de beker tegen Spjelkavik IL. Tjåland is een neef van Erling Braut Håland, die ook scoorde bij zijn debuut voor Molde.